# Miroslav Lacký
Miroslav Lacký (4. září 1943 Ostrava – 31. ledna 2023) byl český hokejový brankář.
Lacký se vyučil instalatérem v VŽKG, kde také hrával za TJ VŽKG. Do dorostu hrával na pravém křídle. Následně byl trenéry přesunut na pozici brankáře, kde již natrvalo zůstal. V druhé nejvyšší lize nastoupil poprvé v roce 1963 v Litoměřicích. Tutéž sezónu ještě přestoupil do prvoligových Vítkovic. Po sezóně přestoupil do Pardubice kde odehrál 8 sezón. Poté byl poslán do Karviné, kde po odehrané sezóně ukončil profesionální kariéru.

## Reprezentace
S reprezentačním výběrem Československa se zúčastnil mistrovství světa v roce 1969 a 1970. Za reprezentaci odehrál celkem 14 zápasů.